# Gymnopilus crocophyllus
Gymnopilus crocophyllus là một loài nấm thuộc họ Cortinariaceae.